# 만티네이아 전투 (기원전 207년)

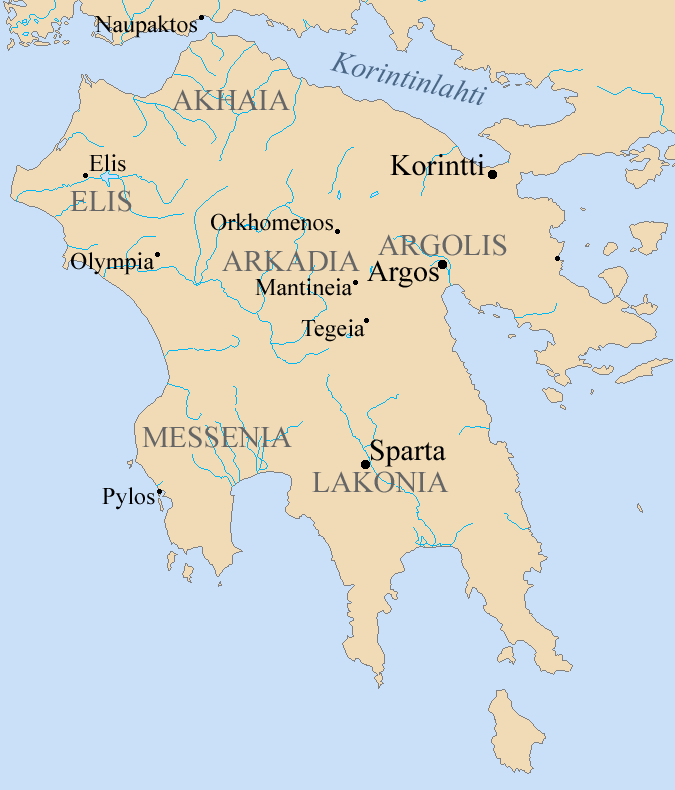

만티네이아 전투(Battle of Mantinea)는 기원전 207년에 아카디아의 만티네이아에서 스파르타의 참주 마카니다스가 이끄는 스파르타 군과 필로포이멘이 이끄는 아카이아 동맹 세력 사이에서 벌어진 회전이다. 이 전투는 주요 인물들은 출전하지 않았지만, 제1차 마케도니아 전쟁에서 가장 중요한 전투였다.

## 배경
기원전 207년에 마카니다스가 만티네이아 영토에 침공을 하자, 필로포이멘이 만티네이아 구원을 향해함으로써 전투가 일어났다.

## 전투
마카니다스는 양측의 전방에 용병을 배치하고, 그 뒤에 보급대를 배치하였다. 그리고, 자신은 우익에 진을 치고 경장보병을 지휘했다. 반면, 필로포이멘은 만티네이아 시 앞의 언덕에서 좌익으로 경장보병을 배치하고, 그 남쪽에 흉갑병, 일리리아 병을 배치했다. 그리고 우익에 아카이아의 기병을, 그 뒤에 팔랑크스를 배치하고 마카니다스에 대한 좌익을 필로포이멘이, 우익을 아리스타이네토스가 지휘했다.
스파르타군의 전열은 아카이아 동맹군보다 짧아(아마도 포위하는 것이 두려워 한 듯) 마카니다스는 우익을 뻗어 같은 길이로 하고, 석궁 부대를 모든 전열 앞으로 보냈다. 이에 대해 필로포이멘은 적의 의도가 석궁의 유효 사정에 의해 아군을 혼란에 빠뜨리는 것이라고 생각하고 세라타인 기병에게 즉각적인 공격을 명령했다.